# روبرت منزل
روبرت منزل (بالبولندية: Robert Menzel)‏ هو لاعب كرة قدم بولندي في مركز الدفاع، ولد في 14 فبراير 1991 في فروتسواف في بولندا. لعب مع شلوسك فروتسلاو.

## وصلات خارجية
- روبرت منزل على موقع قاعدة بيانات كرة القدم.إي يو (الإنجليزية)
- روبرت منزل على موقع Soccerway.com (الإنجليزية)